# Hina-Nui-Te-Ara Ara
Hina-Nui-Te-Ara Ara är en gudinna inom Tahitis mytologi. Hon åkallades av de tahitiska eldartisterna. 